# Ostrožac (Cazin)
Ostrožac falu Bosznia-Hercegovinában, a Bosznia-hercegovinai Föderáció Una-Szanai kantonjában.

## Fekvése
Bosznia-Hercegovina északnyugati részén, Bihácstól légvonalban 13, közúton 18 km-re észak-északkeletre, Cazin központjától légvonalban 5, közúton 7 km-re délre, az Una északi partja mentén, tőle mintegy 500 méterre fekvő erdős, dombos területen fekszik.

## Népessége
| Nemzetiségi csoport | Népesség 1991 | Népesség 2013 |
| ------------------- | ------------- | ------------- |
| Szerb               | 2             | 2             |
| Bosnyák             | 1783          | 2007          |
| Horvát              | 1             | 3             |
| Jugoszláv           | 10            | 0             |
| Egyéb               | 7             | 56            |
| Összesen            | 1803          | 2068          |

## Története
Osztrozsác neve 1286-ban tűnik fel először a korabeli forrásokban, Osztrozsác várát pedig 1346-ban e vidék akkori hatalmasságai, a Babonić család birtokaként említik először. Miután a családnak ez az ága 1381-ben kihalt, a birtok Lajos királyra szállt és 1396-ig magyar királyi birtok maradt. Ekkor királyi adományozással Vuk Hrvatinić birtoka lett, és maradt 1405-ig, amikor ismét királyi birtok lett. 1441-ben királyi adományozással a Babonićok másik ágának utódai, a Blagaji grófok kapták meg. 1539-ben a vár sikerrel verte vissza a török hódítók első ostromát. 1551 után azonban a Blagajiak megfogyatkozott jövedelmeikből már képtelenek fenntartani a vár őrségét, így elhagyták a várat és biztonságosabb birtokaikra költöztek át. 1563-ban 40 fős királyi őrség állomásozott a várban, mely a bihácsi várkapitányság alárendeltségébe tartozott. 1564-ben a várat olyan tágasnak írják le, hogy falai között egy kisebb település is elfért. A várban ekkor jelentős építési és javítási munkálatok folytak. A várat 1577-ben egy nagyobb támadás keretében ostrommal foglalta el a török. Nem sokkal ezután a végvári katonaság rövid időre visszafoglalta, de 1579-ben már újra az Oszmán Birodalomhoz tartozott. Ezután a muszlim Beširević család hűbérbirtoka volt. Vára az osztrozsáci kapitányság székhelye volt, mely 1836-ban szűnt meg. Közben 1810-ben leégett a várbeli palotaépület és a dzsámi. A vár és a település 1878-ban Boszniával együtt az Osztrák–Magyar Monarchia uralma alá került. Ekkor addigi birtokosa, Mehmet Beširević bég átadta Lothar von Berks máltai lovagnak. Berks hamarosan nagyszabású építkezéseket hajtott végre a várban, megerősítette a falakat és egy új kastélyt is építtetett bele, ahova 1902-ben be is költözött. Berk 1907-ig az itteni katonai körzet parancsnoka is volt. A Berks család egészen 1932-ig lakott a várban, amikor Szlavóniába költözött át, de a várban álló palota továbbra is nyári rezidenciaként szolgált. 1942-ben elfoglalták a partizánok és a Népi Felszabadító Hadsereg törzskara működött benne.
Az ostrožaci muszlim gyülekezet ma Ostrožac Grad, Ostrožac Brdo és Ostrožac-Una falvakat foglalja magában. A gyülekezetnek körülbelül 510 háztartása van, és van egy mecsetje is, amelyet a feltételezések szerint először 1581-ben építettek. A régi középkori mecset Ostrožac vár falain belül, miután 1577-ben az oszmánok Soklović Ferhát pasa parancsnoksága alatt elfoglalták azt. A mecsetet miután leégett, ismét újjáépítették, de a minaret nélkül. 1964-ben Ostrožac gyülekezete új betonminarettet épített, és teljesen felújította a mecsetet. Az 1980-as években a mecsetet tovább építették, de a szerb agresszió idején, 1992-1995 között súlyosan megrongálódott, majd a háború után teljesen kijavították, újjáépítették. Eddig ebben a gyülekezetben az állandó imám szolgálatot a következő imámok végezték: Mehmed Malkoč (1958 - 1976), Hidajet Hujić (1976-1985) és Hajrudin Gobeljić efendi, aki 1985 óta a gyülekezet jelenlegi imámja.

## Nevezetességei

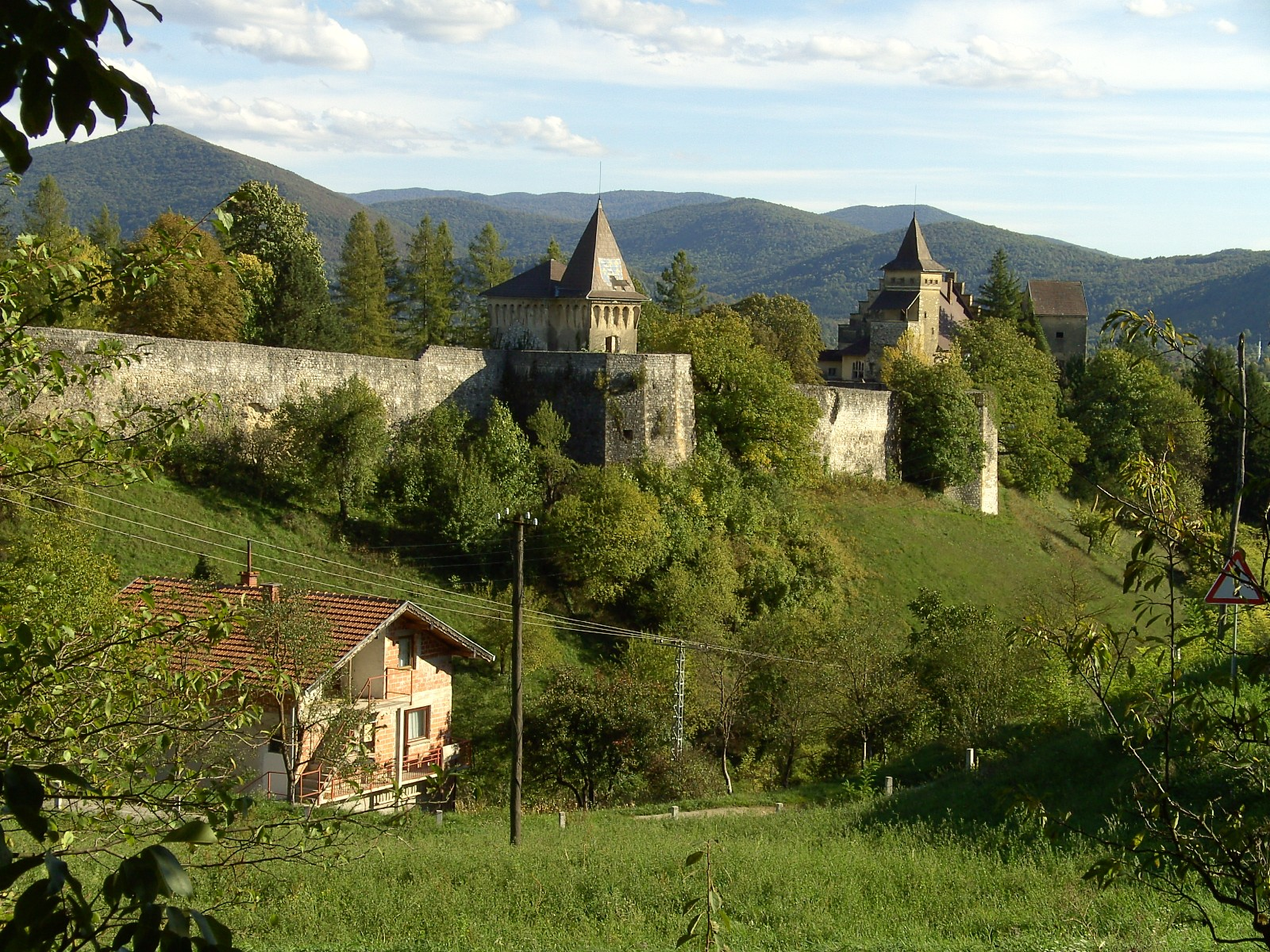
Osztrozsác vára

- Osztrozsác vára ma is a 19. század végén és a 20. század elején épített állapotában áll. A 20. század elején és közepén végzett helyreállításoknak köszönhetően az erőd kiváló állapotban van, falai Bosznia-Hercegovina legjobbjai közé tartoznak. Az erődítmény észak-déli irányban húzódik, hossza körülbelül 185 méter, szélessége 30-80 méter között változik. A bejárat az északi oldalon található, ahonnan az előudvarba lehet jutni. Innen egy kapun át juthatunk a nagy kiterjedésű várudvarra. A várudvar északi oldalán található az Öregvár, ahova egy kaputornyon át lehet bejutni. Itt áll a vár legrégibb épülete, az öregtorony, melyen faragott, egy sárkányt ábrázoló dombormű található. Itt voltak a vár kazamatái. A torony mellett található a várkút. Az eredeti erődítményt elsősorban az oszmánok déli irányban bővítették. A kaputorony elé még egy őrtornyot is építettek. A várudvar közepén ma az osztrozsáci szobrásztelep művészeinek kiállítótere található. A nyugati oldalon az egykori udvarház és lóistálló ma a múzeum kiállítótere. A nagy várudvar keleti oldalán állt volt Lothar von Berks később elbontott síremléke, aki a vár déli végében épített neogótikus kastélyt. Építészeti szempontból ez a várkastély nagyban hozzájárul a középkori eredetű vár külső megjelenéséhez. Ma a vár erős kulturális és turisztikai potenciállal rendelkezik.[4][6]

- A falu első dzsámija a török uralom idején, 1577 után épült és a várban állt. Ez 1810-ben a várban pusztító nagy tűzvészben leégett és helyére újat építettek. 1850-ben a második dzsámi is leégett. Ekkor a vár falain kívül építettek új dzsámit, ami ma is azon a helyen áll. 1904-ben ezt is újjá építették. A minaret csak 1964-ben épült hozzá. A boszniai háború okozta károk után újabb helyreállítás következett.